# En Opfinders Skæbne
En Opfinders Skæbne er en dansk stum dramafilm fra 1912 produceret af Nordisk Films Kompagni og instrueret af August Blom efter manuskript af Otto von Fich.
Filmen havde dansk premiere den 4. maj 1912 i Panoptikon Teatret i København og blev i tysktalende lande distribueret som Das Schicksal eines Erfinders, i engelsktalende lande som An Aeroplane Inventor og i fransktalende lande som Le sort d'un Inventeur. 

## Handling
Den idérige, men gældsramte opfinder, Fred, må sælge sin elskede prototype af en flyvemaskine. Freds kone ligger syg og har brug for dyr medicin. Køberen er ågerkarlen Frank, der ikke forstår sig meget på teknologi andet end som statussymbol. Frank har derfor brug for en pilot og Fred bider sin stolthed i sig og tager imod jobbet. På dagen for testflyvningen trækker det op til voldsom storm. Vil Freds egen opfindelse besegle hans skæbne?

## Medvirkende
- Einar Zangenberg - Den unge opfinder
- Clara Wieth - Opfinderens kone
- Otto Lagoni - Pengeudlåner
- Lauritz Olsen
- Aage Lorentzen